# Gabriel Strefezza
Gabriel Tadeu Strefezza Rebelato (São Paulo, 18 de abril de 1997), conhecido apenas como Gabriel Strefezza, é um futebolista brasileiro que atua como ponta-direita. Atualmente, joga pelo Olympiacos.

## Carreira em clubes

### Início
Descendente de italianos, Strefezza era conhecido por Espeto quando atuava nas categorias de base do Corinthians. Em 2016, foi emprestado para a Penapolense até o final de seu vínculo com o Timão.

### SPAL
No mesmo ano, se mudou para a Itália e integrou os juniores da SPAL, e em março de 2017 fez sua estreia pelo clube ao entrar como substituto de Paolo Ghiglione na derrota por 1 a 0 para o Avellino, em jogo válido pela Série B, assinando seu primeiro contrato profissional em maio do mesmo ano.

#### Empréstimos
Em julho, foi emprestado à Juve Stabia por uma temporada, marcando seu primeiro gol na vitória por 3 a 1 sobre o Bassano Virtus, pela Copa da Itália, que também foi sua primeira partida como titular.
O primeiro jogo do atacante pela Série C foi contra o Paganese, em setembro - entrou no lugar de Filippo Berardi aos 23 minutos do segundo tempo na vitória por 2 a 1. Durante seu empréstimo aos Gialloblù, o atacante marcou quatro gols em 38 partidas oficiais, além de quatro assistências para gol.
Para a temporada seguinte, foi novamente emprestado, desta vez para a Cremonese, desta vez com opção de compra ao final do período. A estreia como atleta dos Grigiorossi foi novamente saindo do banco de reservas, substituindo Gaetano Castrovilli aos 21 minutos da segunda etapa do jogo frente ao Pisa, válido pela Copa da Itália - a Cremonese foi eliminada nos pênaltis por 4 a 2 (no tempo normal, empate por 2 a 2).
Na Série B, estreou novamente como substituto, desta vez de Giampietro Perrulli, aos 19 minutos do segundo tempo e, um minuto depois, marcou seu primeiro gol pela equipe no empate por 2 a 2 com o Palermo, que também foi o único de Strefezza em 24 jogos com a camisa da Cremonese.

#### Retorno ao SPAL
Reintegrado ao elenco da SPAL, disputou sua primeira partida na Série A frente à Lazio, pela terceira rodada da competição, e um dia depois renovou seu contrato até 2022, e em dezembro marcou pela primeira vez na vitória por 2 a 1 sobre o Torino.
Na campanha pelo clube, Gabriel viu a equipe não conseguir bons resultados e foi rebaixado na Liga Italiana com o brasileiro fazendo apenas um gol durante todo o trajeto.
Na época seguinte, atuando pela Segunda Divisão, Gabriel encontrou uma fase mais positiva a nível pessoal e marcou quatro gols em toda campanha. Todavia, a equipe não tivera um ano regular e ficou longe de uma classificação aos play-offs de acesso estagnando na 9ª colocação.

### Lecce

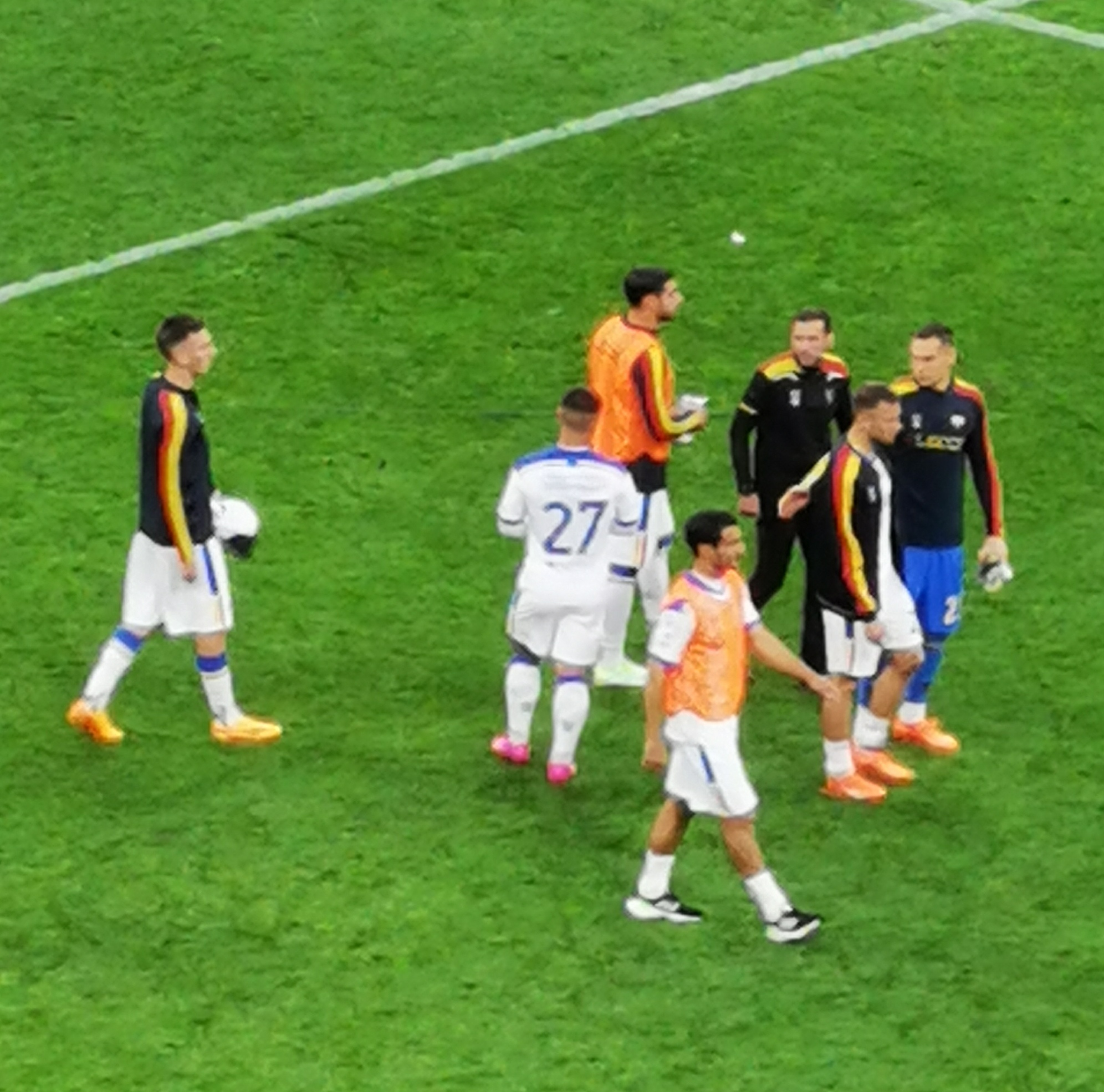
Gabriel (camisa 27) com os demais jogadores do Lecce em 2023.

Em agosto de 2021, o atacante assinou com o Lecce, ajudando a equipe apuliana a conquistar o título da Série B, marcando 14 gols em 35 partidas.
Em três anos como jogador dos Salentini, disputou 93 jogos e marcou 25 gols antes de ser emprestado ao Como até o final da temporada 2023–24, com opção de compra.

### Como
Marcou três gols na campanha que garantiu o acesso dos Lariani à Série A, atuando em 15 partidas.

### Olympiacos
Em 31 de julho de 2025, foi anunciado como novo reforço do Olympiacos, da Grécia.

## Títulos
SPAL
- Série B: 2016–17

Lecce
- Série B: 2021–22